# Ságat
Ságat (у перекладі з норвезької — «Новини») — газета норвезькою мовою, видається в фюльке Фіннмарк (Норвегія); матеріали газети значною мірою присвячені саамській тематиці. Газету від 1978 року очолює Єйр Вульфф.
У перші роки існування газети в ній переважали матеріали північносаамською мовою, від початку 1960-х років число матеріалів норвезькою істотно зросло. Від середини 1970-х років газета перестала бути двомовною й усі матеріали друкуються тільки норвезькою.

## Історія видання
У квітні 1955 року регіональна влада Фіннмарку утворила організаційний комітет з метою почати випускати саамську газету. З двох обговорюваних варіантів назви, Ságat і Sádni Doalvo (в перекладі з норв. - «Посланець»), вибрали перше.
Перший номер вийшов у грудні 1956 року в Вадсьо. Спочатку газета виходила щотижня, проте дуже скоро в неї почалися фінансові проблеми і в червні 1957 року випуск видання припинили.
Восени 1958 газета стала виходити знову, вже як щомісячне видання. Від 1961 року газета виходила двічі на місяць. У перші два десятиліття своєї діяльності видання неодноразово мало проблеми, пов'язані з недостатнім фінансуванням, лише до середини 1970-х років фінансову ситуацію вдалося стабілізувати, зокрема завдяки збільшенню обсягу реклами і збільшенню державного фінансування. Від 1975 року газета перейшла зі стандартного формату A2 на формат таблоїда (A3).
Редакція спочатку базувалася у Вадсьо, а 1981 році переїхала до Лаксельва. Газета розповсюджується переважно в громадах з саамським населенням у фюльке Нурланна, Трумс, Фіннмарк, у регіоні Тренделаг.
Від 1 жовтня 2008 року Ságat став щоденною газетою, номери виходять п'ять разів на тиждень, від вівторка до суботи.

## Сучасний стан
2008 року держава надала газеті суттєву фінансову підтримку, при цьому Ságat з іншою саамською газетою Норвегії, Ávvir (виходить на північносаамською мовою), отримали найбільшу фінансову допомогу в країні в розрахунку на одного передплатника.
За офіційними даними тираж газети 2010 року становив 2732 примірники (для порівняння: у 2000 році — 2379, в 1990 році — 2115).

## Власники
Найбільшим акціонером газети є комуна Порсангер, їй належить близько 40 % акцій, всього ж до числа співвласників газети входить 51 норвезька комуна, в цілому комунам належить близько 47 % акцій. Приблизно 10 % акцій належить різним саамським культурним організаціям. Решта 43 % акцій належать приблизно шестистам різним інвесторам, серед них — більшість норвезьких політичних партій і багато місцевих профспілок.